# 七月危機 (俄國)
七月危机指的是儒略曆1917年7月3日到7日（格里曆7月16日 – 20日）发生在俄罗斯圣彼得堡，由士兵和无产阶级工人对俄國臨時政府发起的武装示威。
与同年的俄國二月革命相比，七月危机中的示威者情绪更加愤怒和难以控制。
临时政府随后指责了布尔什维克党发起的本次暴力事件，并立即打击了布尔什维克，该党派的许多领导人被捕
列宁逃到芬兰，而托洛茨基被当时的临时政府所逮捕。
七月危机导致了布尔什维克党的权力和影响力在十月革命之前暂时性的下降。

## 背景
注意: 本文中给出的日期引用了1918年2月14日以前在俄罗斯使用的儒略曆。

### 布尔什维克党支持率上升
列宁于1917年4月发表了四月提綱，宣布无产阶级应该推翻资产阶级。虽然最初受到许多人的反对，但列宁的关于武装无产阶级起义的想法变得越来越流行。到7月份，布尔什维克党向民众特别提到他们会推翻资产阶级的临时政府。
在列宁的讲话不久后，米留科夫照会被泄露，临时政府将继续参战的消息引发了俄罗斯人民的不满。在民众示威后，主要由自由派组成的临时政府改变了相关政策，招收社会革命党人，建立联合政府。但布尔什维克党拒绝参加进入联合政府，成为唯一反对继续参战的社会主义派别，导致了四月危机。由于第一次世界大战给俄罗斯社会所带来的不良影响，使得布尔什维克党得到了当时对临时政府越来越失望的士兵的大力支持。
在四月危机后，由于布尔什维克党对临时政府的反对意见，士兵和工人成为了布尔什维克党的主要支持力量。相对的，农民更多地关注有关土地改革和分配的问题，大多支持社会革命党。当时对于俄罗斯所面临诸多问题的普遍看法是由反革命分子造成的，但是反革命分子却是由原告来定义。布尔什维克接受了社会主义反资本主义情绪，并将这一情绪带到了英法联盟之中，向英法联盟解释了为什么俄罗斯的“资产阶级”政府继续参与战争而不受欢迎的原因。因为对于临时政府在土地改革、工业改革、停止战争和粮食短缺等问题上的不作为感到十分不满，俄罗斯社会的诸多百姓对推翻临时政府的呼声愈来愈强。口号“全部苏维埃政权”在布尔什维克党论文以及列宁的四月主义的影响下，几乎是遍布了整个俄国。

### 克伦斯基攻势
在1917年6月下旬，为了通过在战斗中取得的胜利来增加俄罗斯民众对于战争的支持，当时的军事部长亚历山大·克伦斯基被授权在东线战场开展克伦斯基攻势。
攻势开始于1917年6月18日，并持续到1917年7月6日。
俄罗斯军队最开始的时候意外地击败奥匈帝国的军队，但胜利的喜悦尚未传回祖国后方，被德国迅速反击的俄罗斯军队就被狠狠打败。这样以来，现实与临时政府的期望形成了巨大的反差，非但没有凭借战争的胜利获得俄罗斯百姓对于继续坚持战斗的支持，而且因为此次攻势的失败使得俄罗斯百姓对与临时政府愈加失望。
值得一提的的是，因为几个月前的四月危機，使得现在反对战争的政治党派唯有布尔什维克党一家。

### 政府的危机
7月的日子逐渐逼近，临时政府所面临的危机越来越严重——这场危机导致了俄国政府的重新洗牌。立憲民主黨批评了临时政府无效无用的政治策略及制度； 7月2日，四名内阁部长站出来向联合政府发出抗议，结果使得当时的临时政府由温和的左派社会主义思想者们掌管大权。为了加剧此次事变的程度，俄国总理李沃夫向临时政府宣布他将于7月7日辞职以示抗议。

## 示威
1917年7月3日上午，第一机枪团计划在当天的晚些时候对临时政府进行示威游行。在布尔什维克党的帮助下，他们推出了一个委员会来帮助他们分配资源并寻求广大民众的支持。 在7月3日晚上，终于在圣彼得堡爆发了对临时政府的示威游行。在第一机枪团的带领下，部分武装士兵在街道上游行士兵，而工人们和其他士兵则迅速进入到塔夫利宫。整整一天，士兵们征用着车辆并不断用步枪向天空开火。
第二天，7月4日，俄罗斯百姓对临时政府的抗议还在继续进行，越来越多的士兵、工人加入了这场游行示威之中，甚至附近海军基地的一个师团都加入了进来。示威者们也变得越来越暴力，开始向路边的公寓开火并攻击当地的富人。人群聚集在塔夫利宫外，愤怒的抗议者们要求临时政府的官员以及苏维埃领导人交出社会革命党领导人之一的维克多·切尔诺夫。当他试图让人群平静下来时，示威者们却抓住了他，一位抗议者愤怒地喊道：“你个臭婊子，别人交给你权力，你就该接受！“示威者们依然拽着切尔诺夫不放，直到列夫·达维多维奇·托洛茨基走到人群中间并敦促他们放开切尔诺夫。
汇聚在这里的抗议者大多数是布尔什维克党的支持者，他们希望获得布尔什维克党的支持与帮助。但是当他们聚集在布尔什维克党的总部附近时，列宁最开始是拒绝与这些抗议者们聚头的。 在最后，列宁简短地发表了一场讲话，并且同时拒绝给予他们支持，布尔什维克党随后就撤回了他们对于示威者们的支持。 因为没有得到布尔什维克高层支持，抗议者们很快就散去了。
7月3日午夜，苏维埃的领导人们召开了一场秘密会议，最后他们通过讨论得到的结论是他们绝不会被迫上台。与此同时，他们也开始责怪布尔什维克党参加了这次的示威游行，尽管他们实际上并不清楚布尔什维克党是否是真的策划并发动了此次的示威游行，还是由布尔什维克党支持者们发起的自发示威。 同时，临时政府的军方当局向示威者们派兵镇压，使得许多抗议者因街头游行示威事件被捕，并可能导致了数百人的死亡。这时候，社会革命党和孟什维克表示了他们对于这些对于示威者们的惩罚性措施的支持。他们开始对示威的工人们进行缴械，解散了本次游行的军事部队，并对他们实施逮捕。7月5日到6日， 《真理报》的办公区域以及其印刷厂，甚至是布尔什维克党的中央委员会总部都被悉数摧毁。临时政府于7月7日下令逮捕列宁，于是列宁不得不藏匿于地下以躲开临时政府的逮捕。7月8日，效忠于临时政府的军部从第一次世界大战的前线抵达彼得格勒。

## 布尔什维克的卷入

### 布尔什维克党的领导们
布尔什维克党在本次七月危机中的领导人有（最重要的）弗拉基米尔·伊里奇·列宁以及列夫·达维多维奇·托洛茨基，格里戈里·叶夫谢耶维奇·季诺维也夫和列夫·鲍里索维奇·加米涅夫。但是布尔什维克党和苏维埃的领导层都有可能为这一次的七月危机背承担责任。 在此次七月危机的抗议示威游行中，抗议者多由对战争感到十分不满的士兵以及对工作环境及报酬感到愤慨的工厂工人组成但是在这次的游行示威之中，抗议者的人数众多，布尔什维克党以及苏维埃政权的领导层对此的控制力极其薄弱。  "一切政权归属于苏维埃！" 以及其他的口号都是布尔什维克党率先提出的，但是此次的七月危机却不是列宁等布尔什维克党人用于增加其政治权利的手段。 尽管列宁具有高超的政治角逐技巧以及广泛流传的口号“土地，面包与和平！”，但是由于布尔什维克党对其的支持力度不够，导致了列宁在经历了7月危机之后并没有立即成为一名强有力的领导者。 特别是臨時政府试图给列宁安上“德国间谍”的罪名来减少其追随者对其的信任程度。尽管布尔什维克党在本次7月危机中的意图存在巨大争议，但看起来准备不够充分的布尔什维克党的领导层并不能获得更多吧的权力，无论他们的本意是否如此。

### 布尔什维克党的内部冲突
一些布尔什维克党成员认为这一次的七月危机十分危险，因为这些游行示威的行动可能会引起其（布尔什维克党）敌对政党对这些抗议示威行为的报复，因此中央委员会试图通过取消对这些示威者的支持来消除这些不良作用。 与中央委员会的声明相反的是，布尔什维克党的军事组织以及彼得堡委员会表明他们会支持此次的示威游行活动并采取相关措施以给予抗议者们质的帮助。布尔什维克党的党报真理报尽管没有就党内的内部冲突做出评价，但是言语之间却透露出了此时局势的动荡之感。在此同时，布尔什维克领导人之一的列宁也察觉到了这种动荡的氛围，随后列宁选择加入布尔什维克党的军事组织以及彼得堡委员会的阵营。在本次7月示威游行活动进行到最高潮的时候，布尔什维克党的中央委员会似乎对这种情况表选出了复杂的感受。取消在彼得格勒街头举行示威活动的决定是于7月5日列宁和布尔什维克中央委员会在凌晨两点到三点的秘密会议做出的，真理报在同一天发布了这个新闻。

### 布尔什维克与临时政府
从布洛维斯基的角度来看，布尔什维克党与临时政府的紧张关系是从从布尔什维克的领导人卢那查尔斯基和托洛茨基发生意外的时候造成的。 托洛茨基描绘了布尔什维克和临时党之间的来回交锋，试图让对方受到负面影响。 而临时政府积极利用一些手段试图阻止布尔什维克的行动，削弱他们的权力，例如逮捕了他们的领导人，不允许《真理报》参选以阻止他们的公开途径。 临时政府亦利用民众对布尔什维克参与七月暴力事件的谴责，采取行动削弱布尔什维克党。

## 延伸閱讀
- Trotsky, Leon. . Pathfinder Press. 1980. ISBN 978-0-87348-829-7.

- Steinberg, Mark (2001). Voices of Revolution, 1917. New Haven: Yale University Press. ISBN 0300090161.
- Rabinowitch, Alexander. . Indiana University Press. 1991. ISBN 978-0-25320-661-9.

- Le Blanc, Paul. . Humanity Books. 1993. ISBN 978-1-57392-427-6.

- Cliff, Tony. . Haymarket Books. 2004. ISBN 978-1-931859-10-3.

- Wade, Rex A. (2017). The Russian Revolution, 1917. Cambridge: Cambridge University Press. ISBN 9781316417898.